# Jesús Bermúdez
Jesús Bermúdez (1902 - 1945) foi um futebolista boliviano, que atuava como goleiro. 

## Seleção nacional
Ele competiu na Copa do Mundo FIFA de 1930, sediada no Uruguai, na qual a seleção de seu país terminou na décima segunda colocação dentre os treze participantes e Copa América de 1926.